# Tommaso Maria Zigliara
Tommaso Maria Zigliara (Bonifacio, Còrsega, 1833 — Roma, 1893) va ser un teòleg, filòsof i cardenal cors. Pertanyent a l'orde dels dominics, va ser ordenat cardenal pel papa Lleó XIII. Va participar en la restauració del tomisme com a base per la filosofia cristiana i va supervisar la publicació de les obres de Sant Tomàs d'Aquino a finals del segle xix.

## Obres
- Della luce intellettuale e dell'ontologismo (1874)
- Summa philosophica ad usum scholarum (1876)
- Propedeutica in sacram theologiam (1890)